# Владо Правдић
Владо Правдић (Сарајево, 6. децембар 1949 — Сплит, 4. децембар 2023) био je југословенски музичар који је најпознатији по свом раду у Бијелом дугмету. Од осталих група у којима је био члан, најпознатије су Амбасадори и Индекси.

## Биографија
Са седам година се уписао у музичку школу где је свирао клавир. Завршио је нижу и средњу музичку школу. После гимназије је уписао студије физике на Природно-математичком факултету у Сарајеву и догурао до статуса апсолвента. Отац му је био Хрват, а мајка Украјинка.
Музичку каријеру почиње 1965. године у групи Вокинси. Незадовољан новом поставом и сит клавира, у јесен 1966. је напустио групу. 1968. године постао је члан групе Кост.
У септембру 1970. прешао је у Амбасадоре и с њима први пут ушао у студио. У то је време вокални солиста био Здравко Чолић, па је Здравкова плоча „Плачем за твојим уснама“ (1971) уједно и Владин дискографски деби. На Владину несрећу, цела је ствар прошла прилично неславно, пошто је оркестар потпуно прекрио оргуље, па се од Владиног првенца не чује ни један једини тон.
У пролеће 1971. заменио је у Индексима Ранка Рихтмана, купивши од њега оргуље „Hammond T 202“. Сам је направио „Leslie“ појачало. С мањим прекидима због обавеза према факултету, свирао је с Индексима све до јесени 1973. и снимио укупно три и по сингла: „Сањам“ (1971), „И твоје ће проћи“ (1973), „Само су руже знале“ (1974) и песме „Повратак Џека Трбосјека и осталог зла“ и „Угасила је пламен“ на синглу „Плима“ (1972). Одласком Даворина Поповића и Боде Ковачевића у војску, Индекси су морали „на чекање“, па се Влади указала прилика да за стално пређе у групу Јутро, која се од 1. јануара 1974. зове Бијело дугме.
Са Бијелим дугметом је снимио два албума „Кад би' био бијело дугме“ и „Шта би дао да си на мом мјесту“ пре одласка у војску 1976. Њега је у Дугмету заменио Лаза Ристовски. Владо се вратио у Бијело дугме 1978. Од 1978. до 1987. је са Дугметом објавио пет албума: „Битанга и принцеза“, „Доживјети стоту“, „Успаванка за Радмилу М.“, „Косовка дјевојка“ и „Пљуни и запјевај моја Југославијо“. Након турнеје Дугмета под називом „Пљуни и запјевај, моја Југославијо“, 1987. године, Владо се повукао и посветио компјутерима. И даље је сматран чланом групе јер - нити је истеран, нити је из ње отишао.
Владо Правдић живио је и радио у САД, где се бавио послом невезаним за музику.

### Смрт
Владо Правдић је крајем 2019. године оболео од рака простате након чега је оперисан више пута и од кога се лечио четири године, али је своје здравствено стање крио од јавности. Крајем 2023. године његово здравствено стање се нагло погоршало метастазом на кости и Владо Правдић умире у Сплиту 4. децембра 2023. године након дуге и тешке болести само два дана пре свог 74. рођендана 6. децембра.